# El Sauz Mocho
El Sauz Mocho är en ort i Mexiko.   Den ligger i kommunen Tlaltenango de Sánchez Román och delstaten Zacatecas, i den centrala delen av landet, 500 km nordväst om huvudstaden Mexico City. El Sauz Mocho ligger 2 104 meter över havet och antalet invånare är 140.
Terrängen runt El Sauz Mocho är lite bergig, och sluttar österut. Runt El Sauz Mocho är det glesbefolkat, med 12 invånare per kvadratkilometer. Närmaste större samhälle är Tabasco, 19,8 km öster om El Sauz Mocho. I omgivningarna runt El Sauz Mocho växer huvudsakligen savannskog.